# 圓明園八旗內務府三旗護軍營總統大臣
圓明園八旗內務府三旗護軍營總統大臣，簡稱圓明園護軍營總統大臣，又稱管理圓明園八旗內務府三旗護軍營事務大臣，為清朝設置管理並統轄圓明園八旗護軍營、圓明園內務府三旗護軍營全體官兵的八旗特派職官，由皇帝特簡王公、大臣兼充。

## 建置
雍正二年（1724年），於京師八旗護軍營護軍、本旗馬甲、閒散人內選拔3,000人、養育兵96人另組成圓明園八旗護軍營；又自內務府三旗護軍營挑選護軍120人、馬甲30人、養育兵160人組成圓明園內務府三旗護軍營。各設營總、護軍參領、副護軍參領、署護軍參領、護軍校、副護軍校、筆帖式等官，並合由特簡王公大臣2員總統、掌管政令，即圓明園八旗內務府三旗護軍營總統大臣，後改為無員限。乾隆十六年（1751年），鑄頒總統大臣關防，以總統大臣其中一人掌佩印鑰，即圓明園八旗內務府三旗護軍營掌印總統大臣。總統大臣掌握圓明園護軍政令、宿衛、值班、監督守衛、防禦園區，皇帝出入則隨扈、清道、警戒、稽查。